# Літературні забави

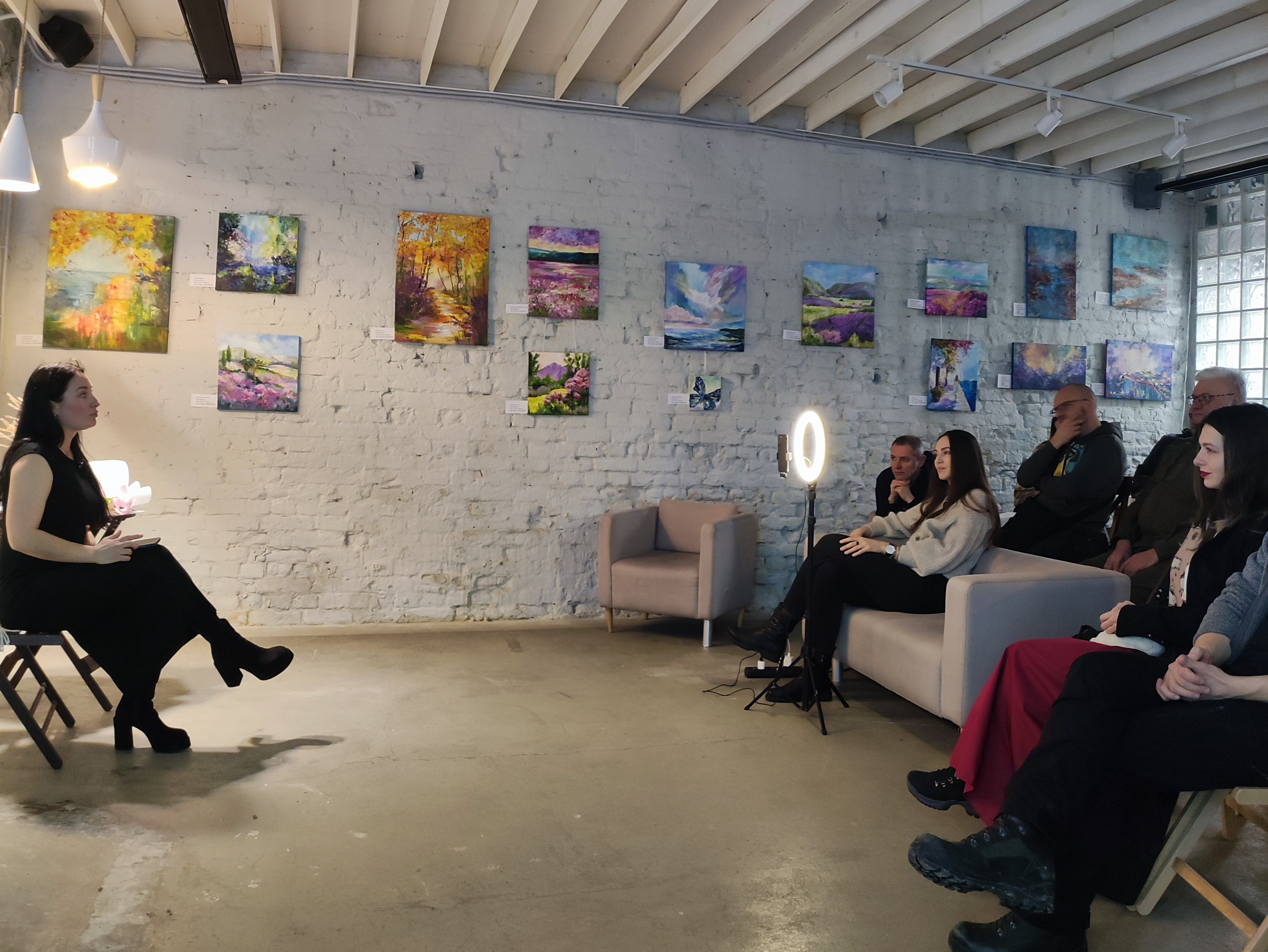
Літературні забави, запрошений гість - Мальва Кржанівська, лютий 2025

Літературні забави — мистецький проєкт, заснований в Україні у листопаді 2021 року. Він орієнтований на популяризацію сучасної української літератури та створення простору для регулярних творчих зустрічей авторів і слухачів.
Засновницею проєкту є Ірина Рудика (творчий псевдонім — Інгігерда). Мета проєкту — формування літературної спільноти в Києві, де автори можуть презентувати свої твори, а учасники — обмінюватися досвідом та спілкуватися на літературні теми. За словами засновниці, ідея полягала в тому, щоб зробити літературні вечори такими ж регулярними, як інші культові літературні події Києва. Основною аудиторією є поціновувачі літератури, які прагнуть долучитися до творчого процесу.

## Історія
Проєкт засновано у грудні 2021 року як відповідь на потребу літературних діячів у відкритому просторі для виступів. Спочатку заходи відбувалися регулярно щосуботи, однак у 2022 році через повномасштабне вторгнення Росії в Україну діяльність була тимчасово призупинена. Після перерви проєкт відновив свою роботу. Психологи приводять «Літературні забави» як приклад культурного проєкту, який сприяє підтримці ментального здоров'я.

## Формат
Кожен літературний вечір складається з двох частин:
- Виступ хедлайнера – відомого автора або поета, який презентує свою книгу, читає власні твори або проводить авторський вечір.
- Відкритий мікрофон – можливість для відвідувачів зачитати власні вірші, прозові уривки, улюблені тексти або навіть виконати музичний номер чи коротку театральну сценку[5].

## Цікаві факти
Зустрічі Літературних забав відбуваються щотижня в Києві. Кожен захід включає виступи запрошених авторів, відкритий мікрофон для охочих поділитися власними творами та живий діалог з аудиторією. Серед хедлайнерів Літературних забав: Дмитро Лазуткін, Павло Коробчук, Олена Павлова, Марина Пономаренко, Ігор Мітров, Роман Коляда, Михайло Кукуюк, Ія Ківа, Ірина Сажинська, Аліна Сарнацька, Сергій Савін, Сергій Пантюк, Єлена Дорофієвська тощо. Крім літературних читань, на заходах також проводяться мистецькі перформанси з музичним супроводом і навіть танцювальними номерами.
Проєкт активно використовує онлайн-простір, проводячи прямі трансляції подій, що дозволяє людям долучатися до заходів дистанційно у Фейсбуці. Це стало важливою частиною проєкту, оскільки записи трансляцій залишаються доступними для перегляду. Також, записи наявні на YouTube каналі проєкту
Станом на грудень 2024 з моменту запуску в проєкті взяли участь понад 113 авторів. Хоча більшість учасників є поетами, на заходах також презентуються прозові твори та відбуваються творчі експерименти. Літературні забави стали платформою для обговорення питань книговидавництва, сучасного літературного процесу та ролі культури в суспільстві.